# A Discovery of Witches - Il manoscritto delle streghe
A Discovery of Witches - Il manoscritto delle streghe (A Discovery of Witches) è una serie televisiva britannica del 2018 basata sulla Trilogia delle anime di Deborah Harkness, intitolata come il primo romanzo della trilogia. È prodotta da Bad Wolf e Sky Productions, e vede come protagonisti Teresa Palmer e Matthew Goode.

## Trama
Diana Bishop, una storica e riluttante strega, inaspettatamente trova un manoscritto stregato alla biblioteca Bodleiana di Oxford. Questa scoperta la costringe a ritornare nel mondo della magia per svelare i segreti appartenuti agli esseri magici. Si offre di aiutarla un misterioso genetista e vampiro, Matthew Clairmont. Malgrado una diffidenza prolungata tra le streghe e i vampiri, formano un'alleanza e propongono di proteggere il libro e risolvere i misteri celati all'interno mentre sfuggono alle minacce del mondo delle creature.

## Episodi
| Stagione         | Episodi | Prima TV UK | Prima TV Italia |
| ---------------- | ------- | ----------- | --------------- |
| Prima stagione   | 8       | 2018        | 2020            |
| Seconda stagione | 10      | 2021        | 2021            |
| Terza stagione   | 7       | 2022        | 2022            |

## Personaggi e interpreti

### Principali
- Diana Bishop, PhD (stagioni 1-3), interpretata da Teresa Palmer, doppiata da Federica De Bortoli.
Strega riluttante e aspirante storica dell'alchimia di ruolo all'Università di Oxford. In seguito si scopre essere una strega tessitrice ossia una creatrice di incantesimi. Il suo famiglio è un drago di nome Corra.
- Matthew Clairmont (stagioni 1-3), interpretato da Matthew Goode, doppiato da Gianfranco Miranda.
Vampiro e professore di biochimica all'Università di Oxford. In seguito si rivela essere un wearh, un tipo di vampiro.
- Marcus Whitmore (stagioni 1-3), interpretato da Edward Bluemel, doppiato da Manuel Meli.
Progenie vampira di Matthew e suo collega di laboratorio.
- Gillian Chamberlain (stagione 1), interpretata da Louise Brealey, doppiata da Barbara De Bortoli.
Strega e storica della storia antica, collega di Diana.
- Satu Järvinen (stagioni 1-3), interpretata da Malin Buska, doppiata da Gemma Donati.
Strega finlandese in grado di controllare i quattro elementi e membro della Congregazione. In seguito si rivela una strega tessitrice.
- Miriam Shephard (stagioni 1-3), interpretata da Aiysha Hart, doppiata da Benedetta Ponticelli.
Vampira, direttrice del laboratorio nel quale operano Matthew e Marcus.
- Peter Knox (stagioni 1-3), interpretato da Owen Teale, doppiato da Ambrogio Colombo.
Stregone di alto grado e membro della Congregazione.
- Sarah Bishop (stagioni 1-3), interpretata da Alex Kingston, doppiata da Giò Giò Rapattoni.
Strega e zia di Diana.
- Emily Mather (stagioni 1-2; guest stagione 3), interpretata da Valarie Pettiford.
Strega e compagna di Sarah.
- Gerberto di Aurillac (stagioni 1-3), interpretato da Trevor Eve, doppiato da Fabrizio Temperini.
Antico vampiro e membro della Congregazione.
- Domenico Michele (stagioni 1-3), interpretato da Gregg Chillin.
Vampiro e membro della Congregazione.
- Juliette Durand (stagione 1), interpretata da Elarica Johnson, doppiata da Giulia Franceschetti.
Vampira ed ex fidanzata di Matthew.
- Ysabeau de Clermont (stagioni 1-3), interpretata da Lindsay Duncan, doppiata da Aurora Cancian.
Vampira, madre di Matthew e Baldwin e moglie di Philippe.
- Susanna Norman (stagione 2), interpretata da Aisling Loftus.
Strega e antenata di Sophie nella Londra del 1590.
- Goody Alsop (stagione 2), interpretato da Sheila Hancock, doppiata da Graziella Polesinanti.
Strega più potente di Inghilterra nella Londra del 1590.
- Padre Andrew Hubbard (stagioni 2-3), interpretato da Paul Rhys, doppiato da Dario Oppido.
Potente vampiro e sacerdote che governa su tutte le creature nella Londra del 1590.
- Gallowglass Clairmont (stagioni 2-3), interpretato da Steven Cree, doppiato da Francesco Pezzulli.
Figlio di Hugh e nipote di Matthew.
- Phoebe Taylor (stagioni 2-3), interpretata da Adelle Leonce, doppiata da Chiara Gioncardi.
Umana, direttrice della casa d’aste Cooper Sinclair. Si innamora di Marcus e questi le rivela di essere un vampiro.
- Philippe de Clermont (stagione 2), interpretato da James Purefoy, doppiato da Fabio Boccanera.
Antico vampiro, marito di Ysabeau, padre di Baldwin e patrigno di Matthew.
- Fernando Gonçalves (stagione 3), interpretato da Olivier Huband, doppiato da Stefano Brusa.
Vampiro, compagno del fratello di Matthew, Hugh de Clermont.

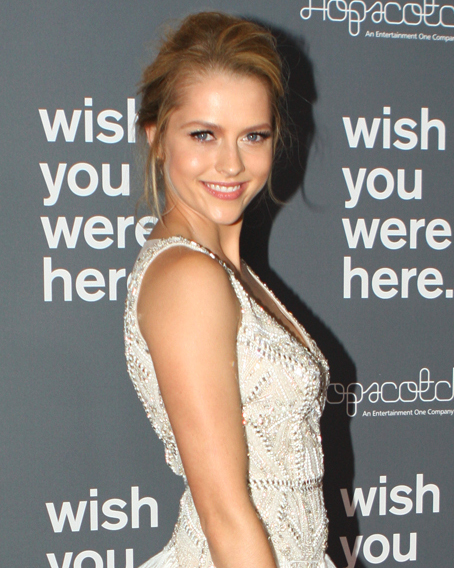
Teresa Palmer
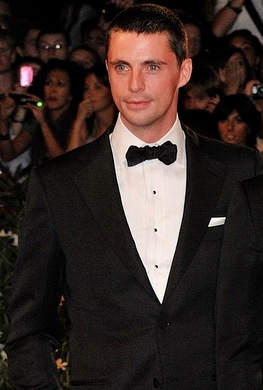
Matthew Goode
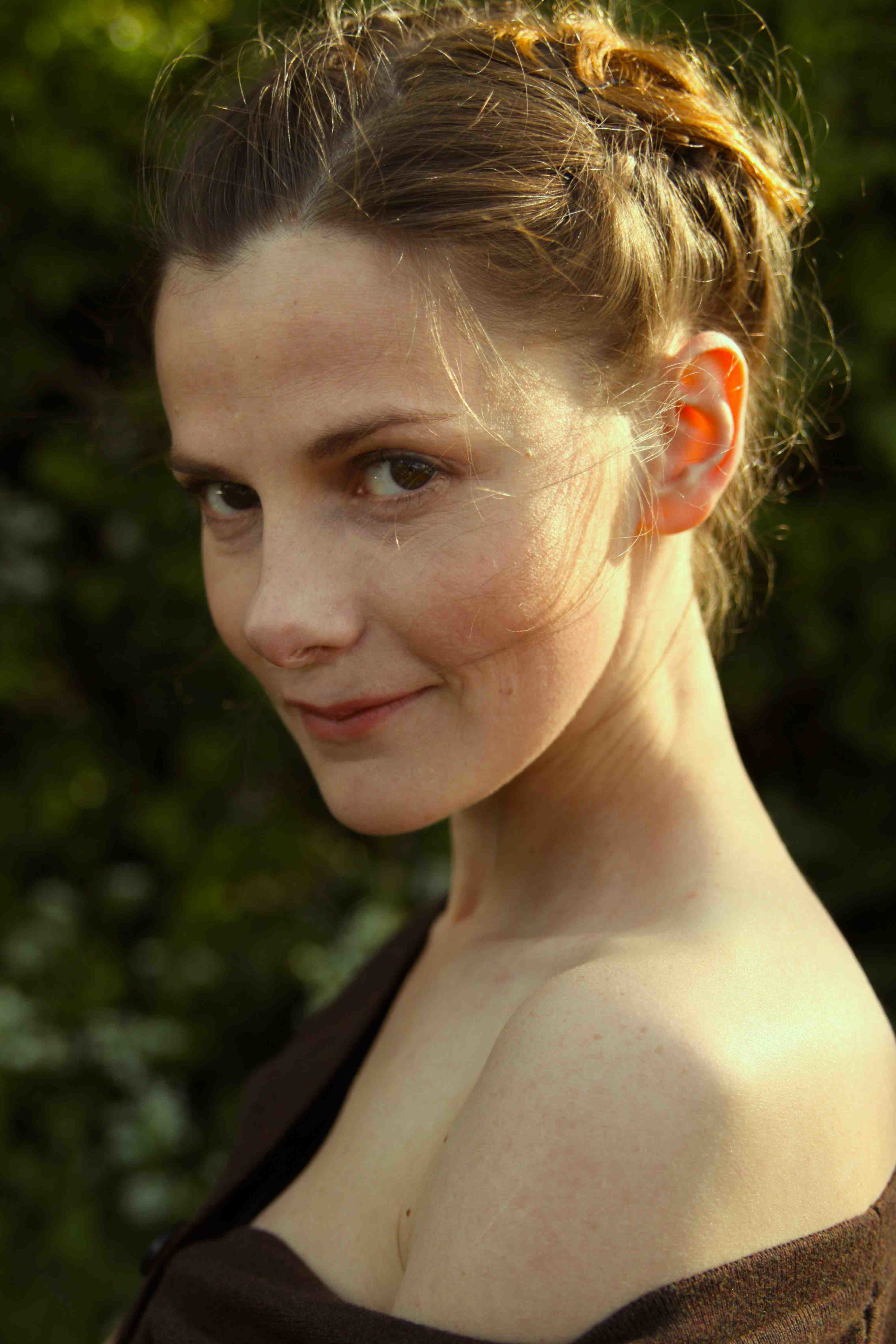
Louise Brealey
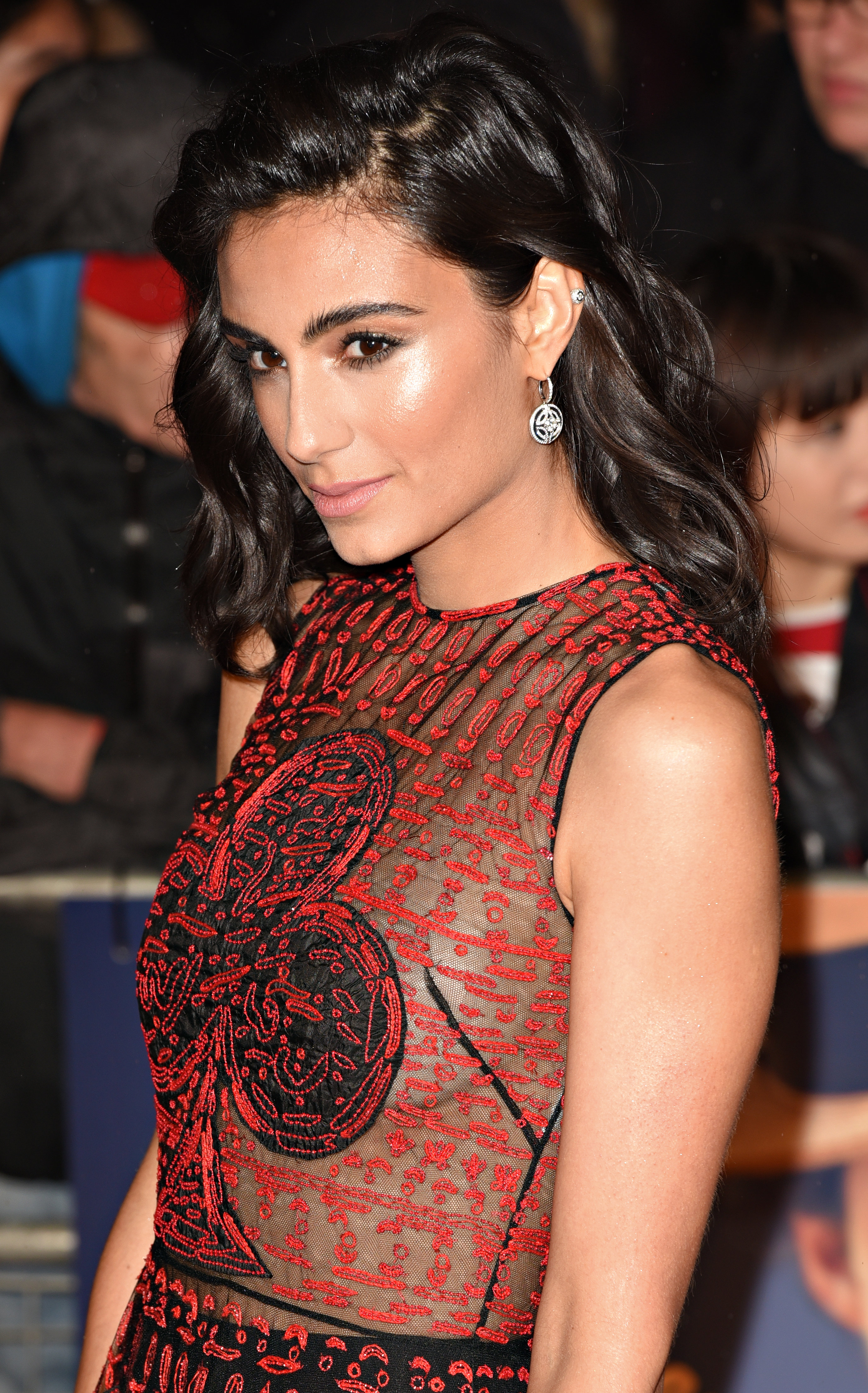
Aiysha Hart
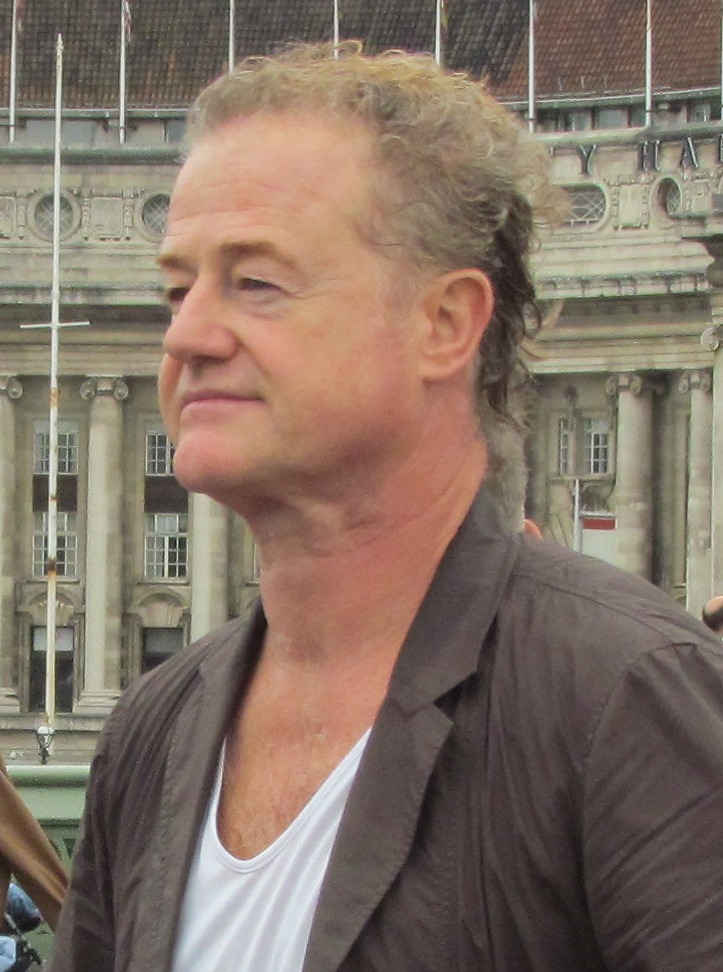
Owen Teale
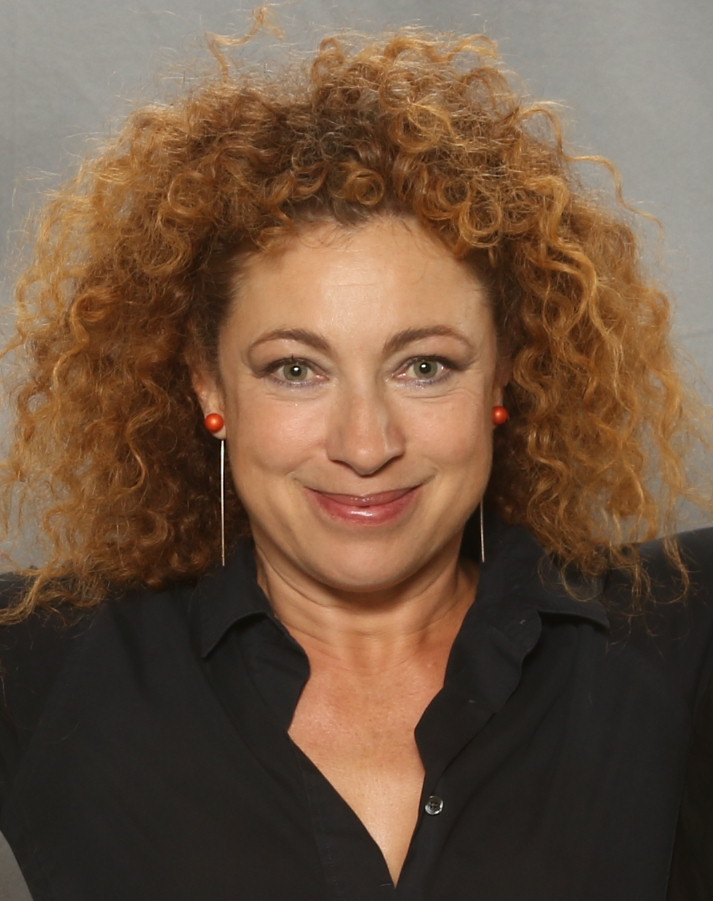
Alex Kingston
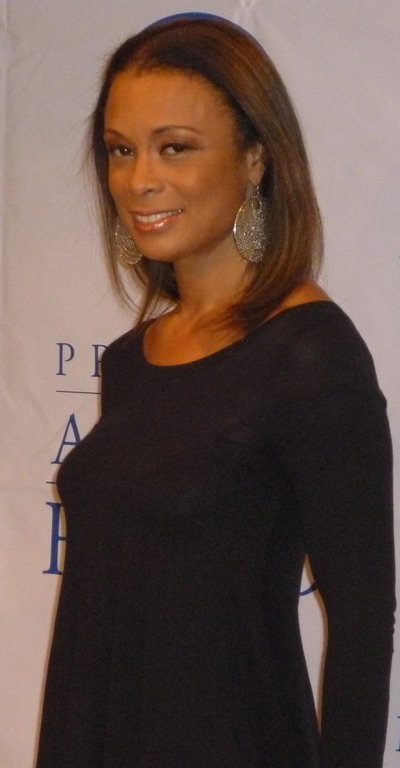
Valarie Pettiford
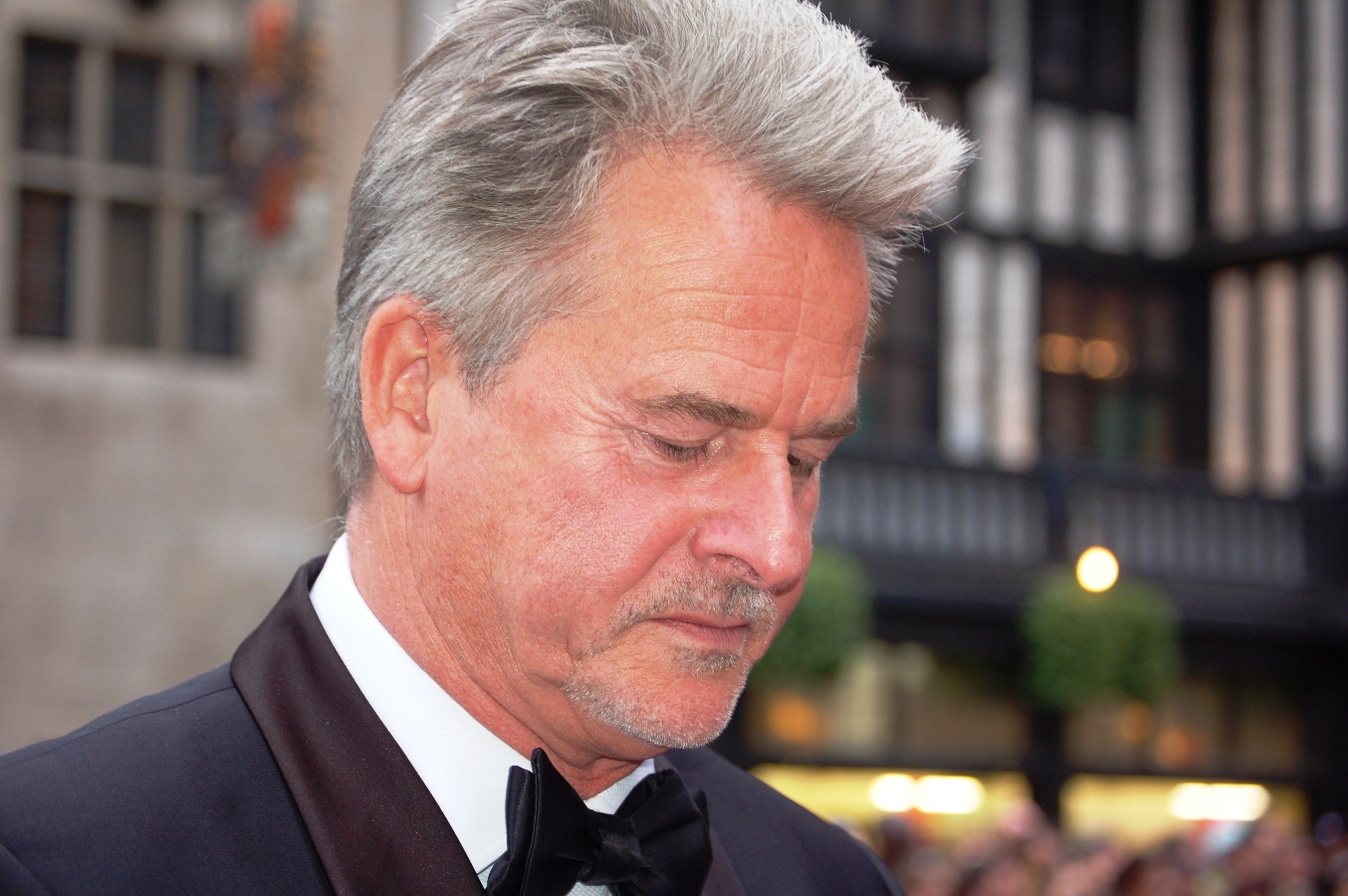
Trevor Eve
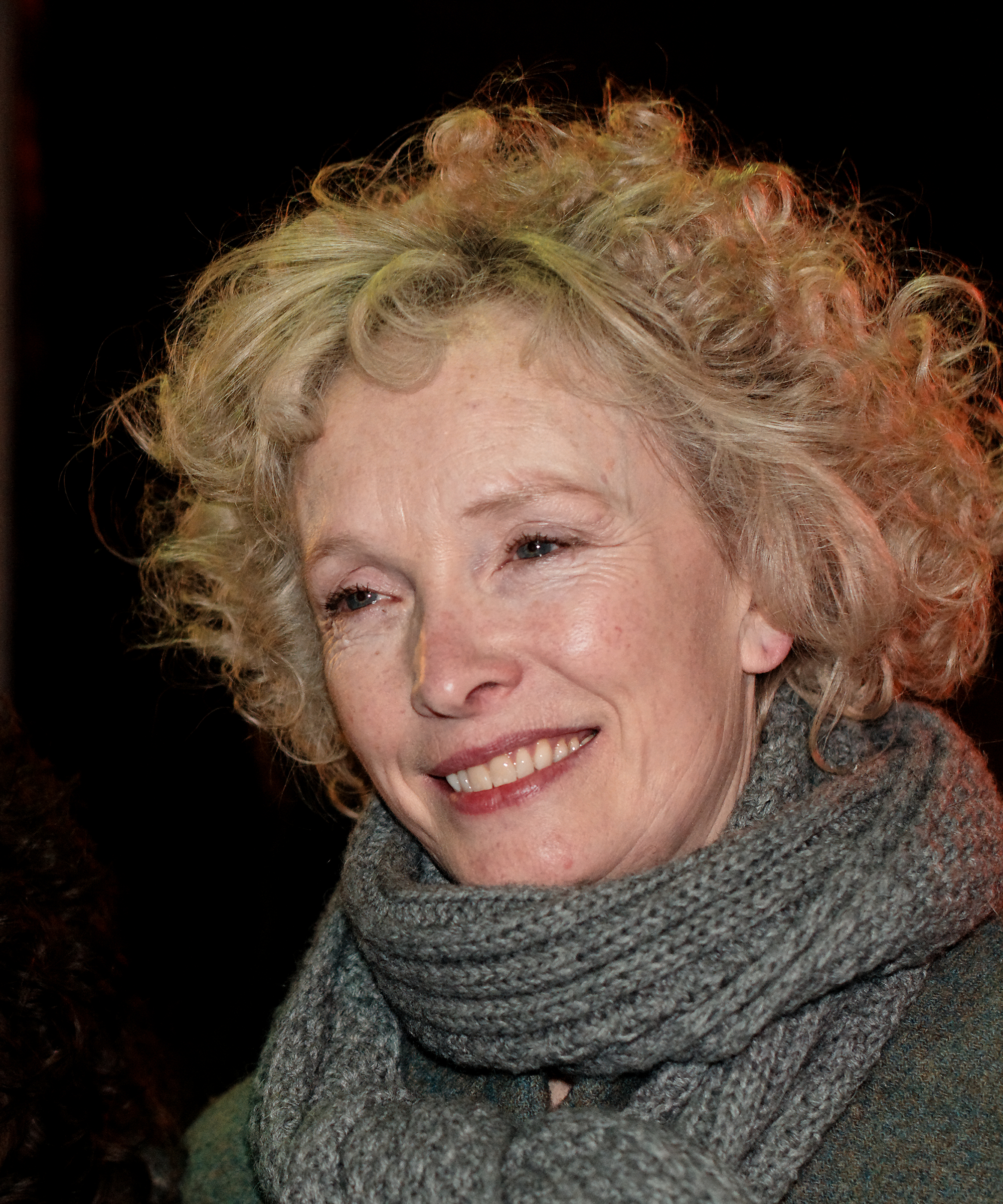
Lindsay Duncan
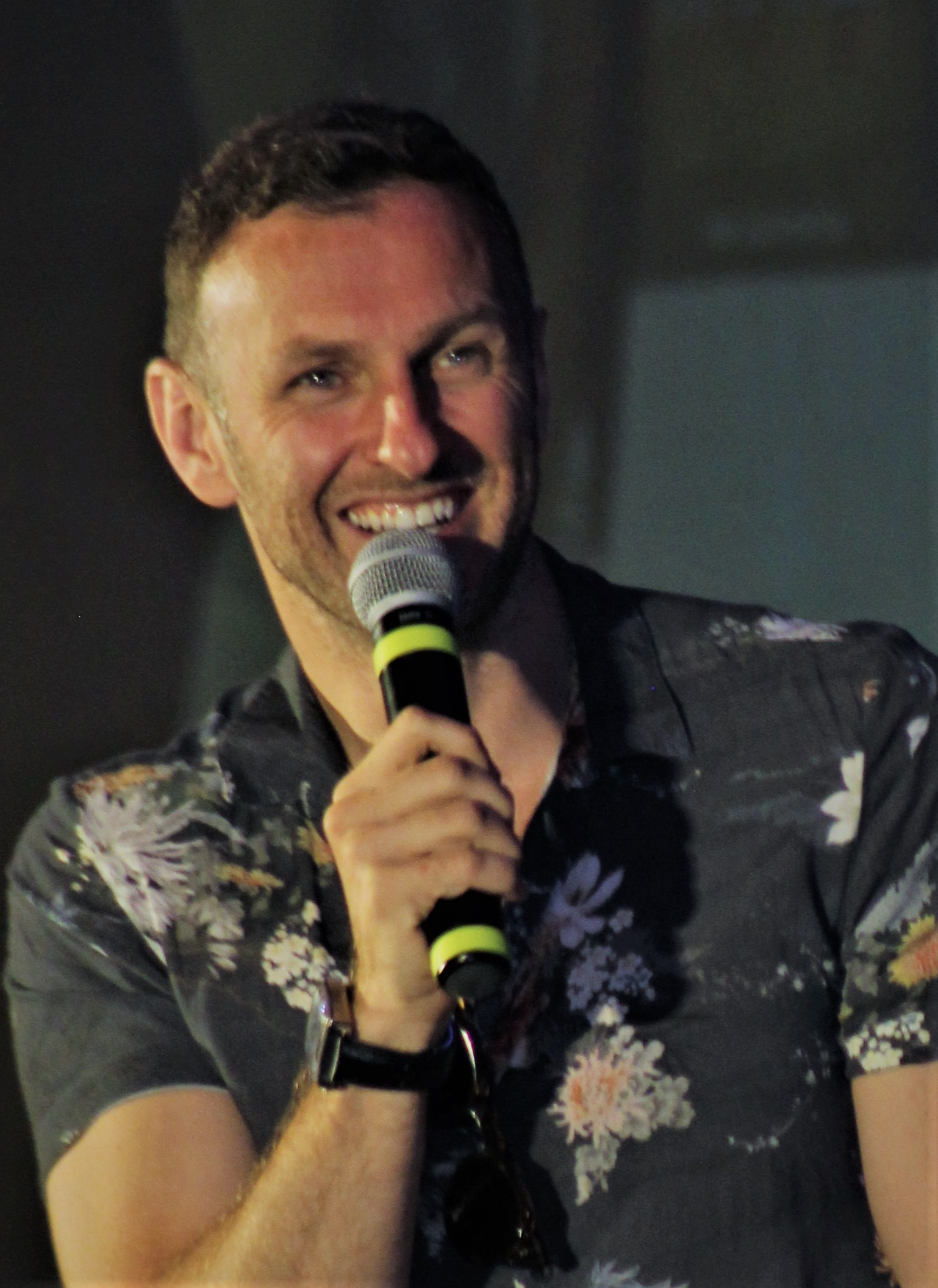
Steven Cree
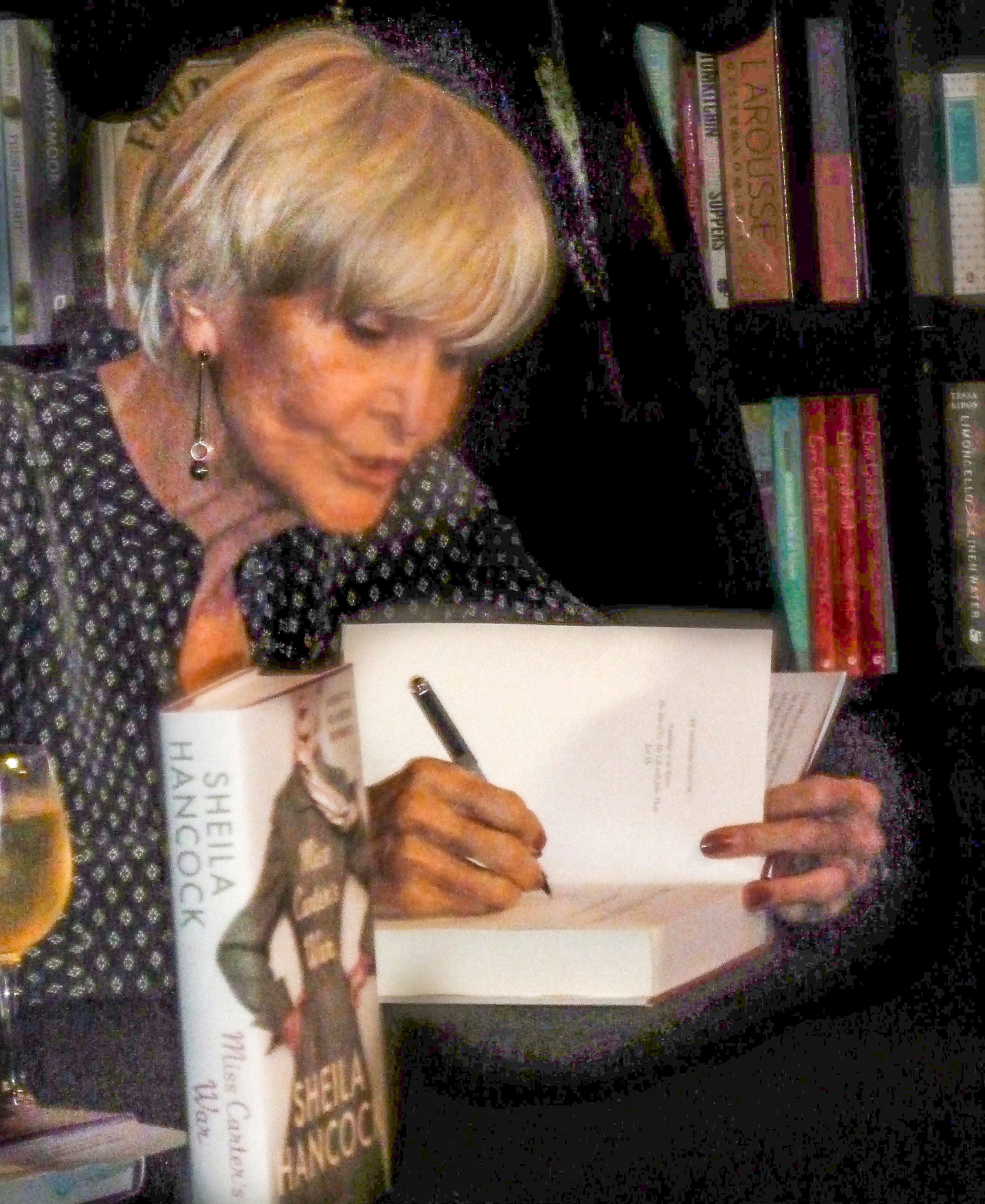
Sheila Hancock
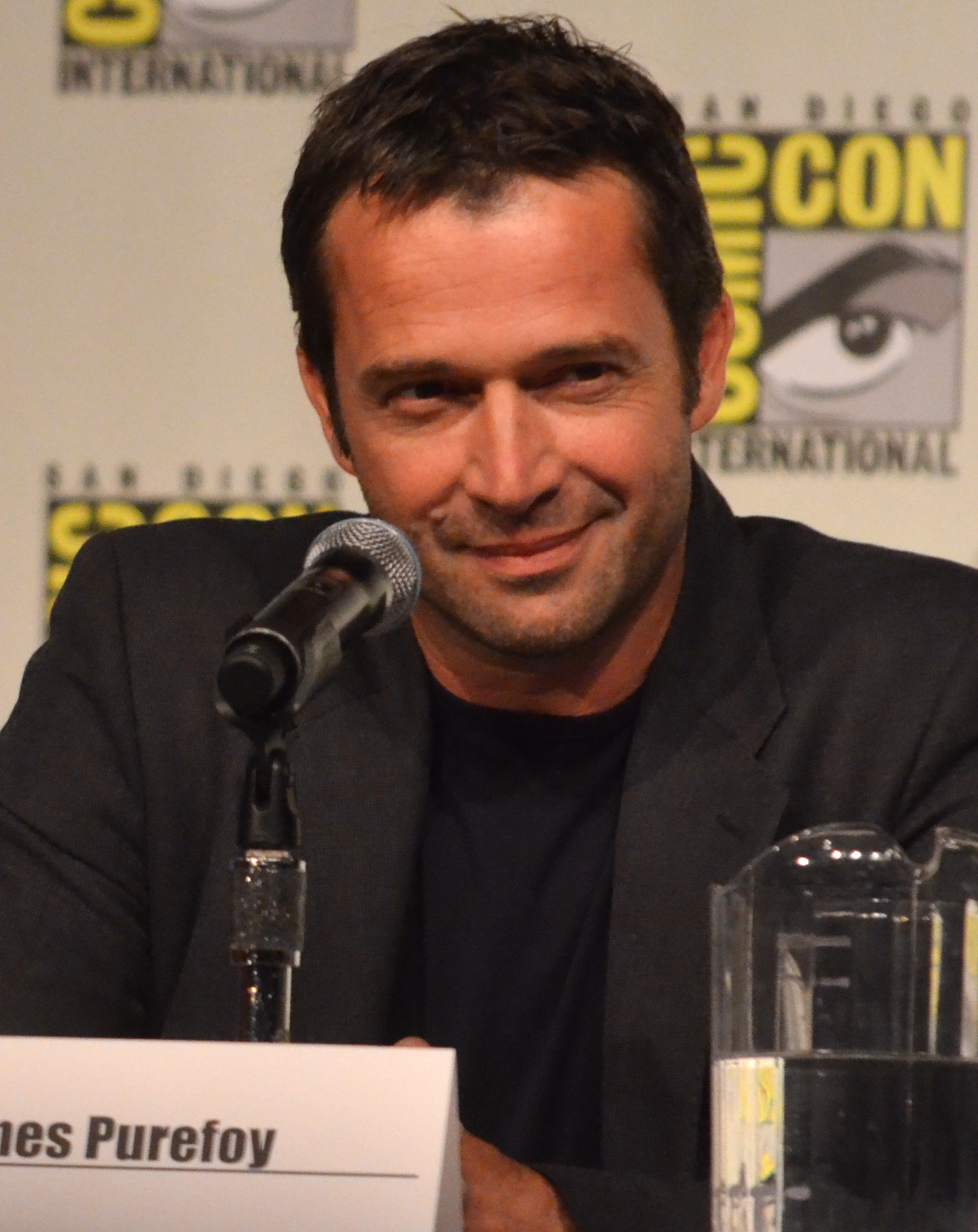
James Purefoy

### Ricorrenti
- Baldwin Montclair/de Clermont (stagioni 1-3), interpretato da Trystan Gravelle (stagioni 1-2) e da Peter McDonald (stagione 3), doppiato da Alessio Cigliano (stagioni 2-3).
Fratello di Matthew e figlio di Philippe e di Ysabeau.
- Hamish Osborne (stagione 1; ricorrente stagione 3), interpretato da Greg McHugh, doppiato da Francesco Bulckaen.
Demone, avvocato e miglior amico di Matthew.
- Marthe (stagioni 1-3), interpretata da Sorcha Cusack.
Vampira e cameriera dei De Clermont.
- Agatha Wilson (stagioni 1-3), interpretata da Tanya Moodie, doppiata da Alessandra Cassioli.
Demone e membro della Congregazione.
- Nathaniel Wilson (stagioni 1-3), interpretato da Daniel Ezra, doppiato da Alessio Puccio.
Demone, figlio di Agatha.
- Sophie Norman (stagioni 1-3), interpretata da Aisling Loftus.
Demone e fidanzata di Nathaniel.
- Rebecca Bishop (stagioni 1-2), interpretata da Sophia Myles.
Strega, madre di Diana.
- Stephen Proctor (stagioni 1-2), interpretato da David Newman.
Stregone, padre di Diana.
- Sean (stagione 1), interpretato da Adetomiwa Edun, doppiato da Simone Crisari.
Impiegato della biblioteca Bodleiana.
- Christopher "Kit" Marlowe (stagione 2), interpretato da Tom Hughes, doppiato da Alessandro Campaiola.
Demone e scrittore, amico di Matthew nella Londra del 1590.
- William Cecil (stagione 2), interpretato da Adrian Rawlins, doppiato da Franco Zucca.
- Mary Sidney (stagione 2), interpretato da Amanda Hale, doppiata da Selvaggia Quattrini.
Umana ed esperta alchimista.
- Elisabetta I (stagione 2), interpretata da Barbara Marten, doppiata da Angiola Baggi.
Regina d'Inghilterra.
- Louisa de Clermont (stagione 2), interpretata da Elaine Cassidy, doppiata da Domitilla D'Amico.
Sorella di Matthew.
- Rudolf II (stagione 2), interpretato da Michael Jibson.
Imperatore del Sacro Romano Impero.
- Walter Raleigh (stagione 2), interpretato da Michael Lindall.
- Henry Percy (stagione 2), interpretato da Adam Sklar.
- Benjamin Fuchs (stagioni 2-3), interpretato da Jacob Ifan, doppiato da Luca Appetiti.
Figlio ripudiato di Matthew - Nemico dei de Clermonts.
- Jack Blackfriars (stagioni 2-3), interpretato da Joshua Pickering (stagione 2) e da Toby Regbo (stagione 3).
Giovane adottato da Diana e Matthew nella Londra del 1590. In seguito viene trasformato in vampiro ma è affetto dalla rabbia nel sangue.
- Christopher Roberts (stagione 3), interpretato da Ivanno Jeremiah.
Scienziato e amico di Diana.
- Ransome (stagione 3), interpretato da Parker Sawyers.
Gemello di Geraldine e vampiro che vive a New Orleans.
- Geraldine (stagione 3), interpretata da Genesis Lynea.
Gemella di Ransome e vampira che vive a New Orleans.

## Produzione

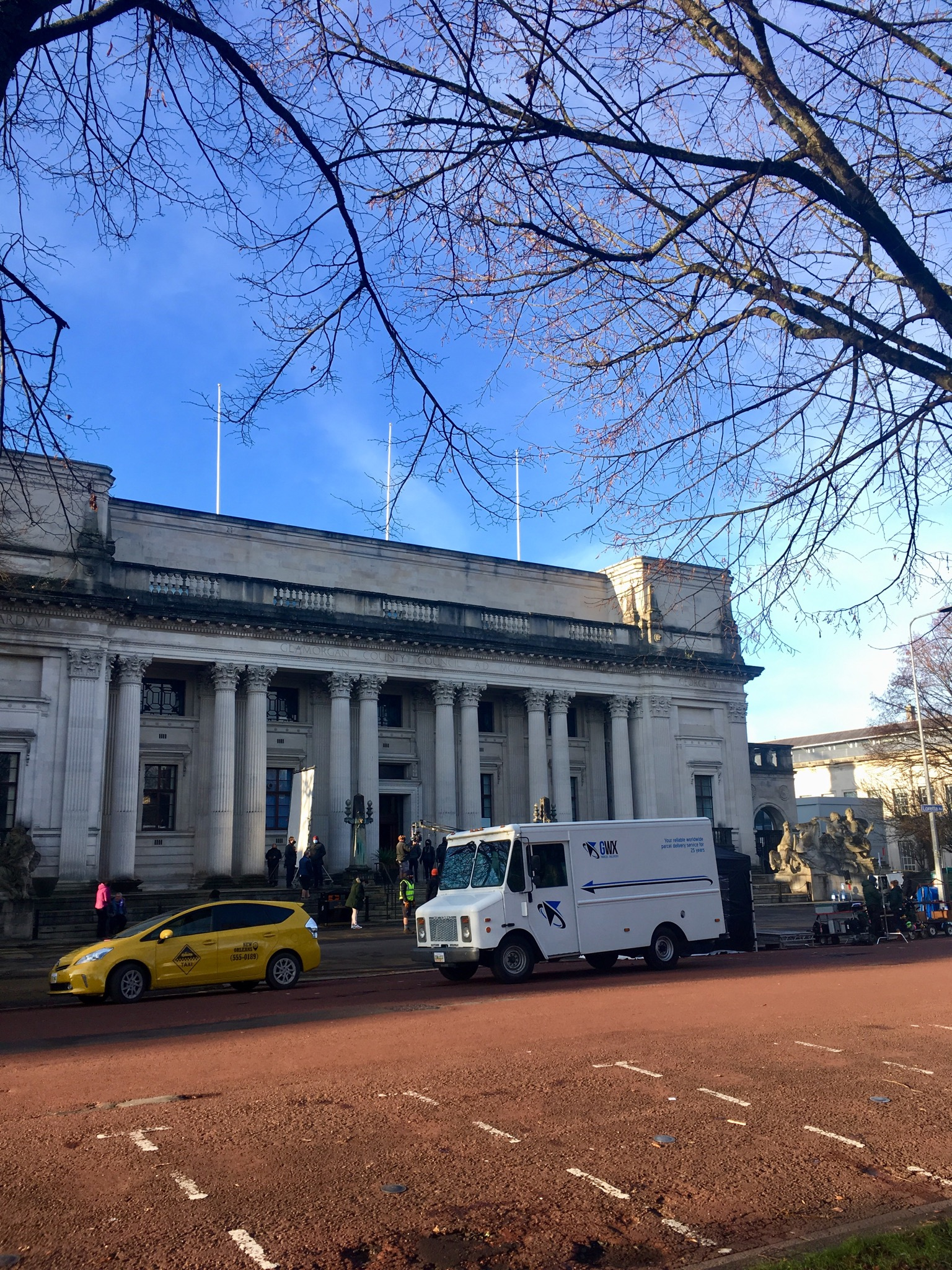
Riprese di A Discovery of Witches a Cardiff nel novembre 2020

Warner Bros. acquistò i diritti per un film A Discovery of Witches nel 2011. Il film era allo stato iniziale di produzione, con pochi dettagli annunciati oltre all'assunzione dello sceneggiatore David Auburn per scrivere la sceneggiatura e i produttori Denise Di Novi e Allison Greenspan.
L'emittente di intrattenimento britannica, Sky One, acquisì i diritti dei romanzi, per adattarli in una serie televisiva. Teresa Palmer è stata scelta per interpretare Diana Bishop e Matthew Goode per interpretare Matthew Clairmont. Dopo sei mesi di riprese, è stata completata il 16 febbraio 2018. La maggior parte delle riprese è avvenuta nel Galles e nei Colli Euganei in Italia in esterna, mentre per gli interni nel Castello di Monselice e negli studi Bad Wolf a Cardiff.
Il 2 novembre 2018, Sky One ha rinnovato A Discovery of Witches per una seconda e terza stagione prima della conclusione della prima stagione. Le riprese della seconda stagione sono avvenute in Piemonte, Veneto e Alto Adige, la cui trasmissione è andata in onda dall'8 gennaio 2021 su Sky One.
Durante l'evento virtuale del New York Comic Con nell'ottobre 2020, è stato riportato che la terza stagione era stata girata ai Wolf Studios a Cardiff. La terza e ultima stagione è trasmessa dal 7 gennaio 2022 su Sky Max.

## Distribuzione
La serie ha debuttato nel Regno Unito su Sky One il 14 settembre 2018. Lo streaming su Now TV è iniziato dopo la trasmissione di ogni episodio. La distribuzione internazionale della serie è gestita da Sky Vision. Dal gennaio 2019, la serie è disponibile sul servizio on demand Sundance Now di AMC.
È stato annunciato da AMC Networks alla presentazione alla stampa della TCA che la serie avrebbe debuttato nella televisione americana il 7 aprile 2019 su AMC e BBC America, insieme alla seconda stagione di Killing Eve.
In Italia, le prime due stagioni sono state trasmesse su Sky Atlantic dal 29 gennaio 2020 al 13 febbraio 2021. La terza e ultima stagione è andata in onda dal 7 al 21 gennaio 2022 su Sky Serie.

## Accoglienza

### Critica
La serie televisiva ha ricevuto recensioni positive dalla critica, apprezzando l'adattamento, la produzione e la recitazione. Su Rotten Tomatoes, detiene il 100% di indice di gradimento con un rating di 7.3 su 10 basato su 27 recensioni. La critica consensuale del sito scrive: "A Discovery of Witches fonde in modo intelligente i suoi voli di fantasia con un'autenticità di vita e imbriglia la chimica tra i suoi due protagonisti, conducendo ad un'accattivante promessa nell'occulto." Metacritic, il quale usa una media, ha assegnato alla serie un punteggio di 66 su 100 basato su 10 critiche, indicando: "recensioni abbastanza favorevoli".

### Riconoscimenti
Nell'ottobre 2018, A Discovery of Witches è stata nominata per miglior nuova serie drammatica dal National Television Awards. Nel gennaio 2019, è stata annunciata una nomina per la lista ristretta come miglior nuova serie drammatica al 24th National Television Awards.